# Phragmatobia flavida
Phragmatobia flavida là một loài bướm đêm thuộc phân họ Arctiinae, họ Erebidae.